# Therese Schachner
Therese Schachner (Wenen, 29 mei 1869 – aldaar, 5 mei 1950) was een Oostenrijks kunstschilderes.

## Leven en werk
Schachner werd geboren als dochter van architect Friedrich Schachner en diens vrouw Therese Schachner. Haar zus Margarete Schachner was gemeenteraadslid en een van de eerste schoolinspecteurs van Wenen. Haar andere zussen, Steffi, Irmengild en Fritzi, speelden viool en piano en maakten naam in Weense artistieke kringen als de Schwestern Schachner (Gezusters Schachner).
Therese Schachner was eveneens muzikaal actief en trad soms op als zangeres of muzikante tijdens bepaalde evenementen, maar werd vooral bekend door schilderwerk. Ze genoot een artistieke opleiding, voornamelijk van landschapsschilder Hugo Darnaut. Na de dood van Emil Jakob Schindler huurde hij van 1893 tot 1912 kasteel Plankenberg, waar hij ook zijn leerlingen uitnodigde. Een aantal van Schachners landschapsschilderijen ontstonden in de omgeving hiervan. Haar andere leraren waren onder anderen Albin Egger-Lienz, Adolf Hölzel en Ludwig Dill. Bij laatstgenoemde volgde ze van 1905 tot 1907 tevens cursussen in Dachau.

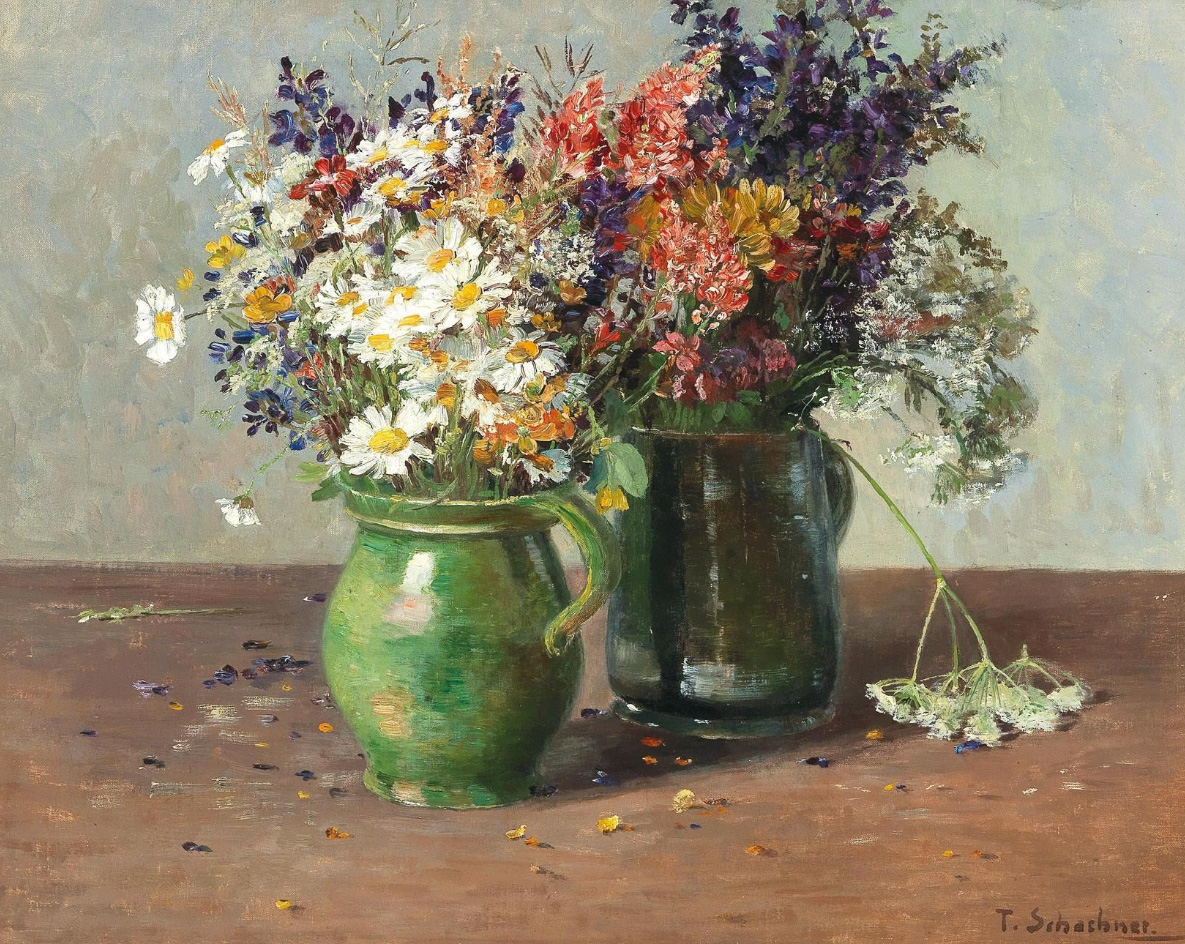
Schilderij Sommerblumen

Schachner schilderde landschappen en bloemstukken, voornamelijk met olieverf. Ze was lid van de Österreichischer Künstlerbund en de Vereinigung österreichischer bildender Künstler und Künstlerinnen, in het bestuur waarvan ze in 1903 werd gekozen. Vanaf 1911 was ze corresponderend lid van de aquarellistenclub van het Künstlerhaus. Vanaf de eeuwwisseling tot de jaren 1930 exposeerde ze regelmatig haar werken, vaak meermaals per jaar. Ze nam vooral deel aan groepstentoonstellingen van de eerder genoemde verenigingen, zoals de jaar- en aquareltentoonstellingen in het Künstlerhaus. Haar schilderijen werden ook getoond op de Erste Internationale Jagd-Ausstellung Wien in 1910 en de tentoonstelling van Duits-Oostenrijkse kunstenaars in de Kunsthalle Nürnberg in 1915. Voor haar bijdrage aan de 25e jaarlijkse tentoonstelling in het Künstlerhaus Salzburg - het olieverfschilderij Bayrisches Bauernhaus - kreeg ze in 1909 de zilveren staatsmedaille.
Later was Schachner ook actief in de vereniging van beeldende kunstenaars Wiener Heimatkunst, die leden van verschillende kunstenaarsverenigingen samenbracht. Deze hadden een vrij conservatieve opvatting van kunst en wilden werken in de traditie van eerdere generaties. Met deze vereniging nam Schachner onder andere deel aan de eerste jaarlijkse tentoonstelling van Wiener Heimatkunst in 1915. Haar deelname aan de tentoonstelling in het Palmenhaus in 1938 is gedocumenteerd. In 1931 werd ze aangesteld als lid van de adviesraad van de vereniging.
In 1945, aan het eind van de Tweede Wereldoorlog, verloor Schachner door bombardementen een groot deel van haar bezittingen en tevens haar atelier, maar ze bleef actief als kunstenaar. Ze overleed in 1950 in Wenen op 80-jarige leeftijd.

## Werken (selectie)
| Jaar     | Titel(s)                                                                   | Techniek                     |
| -------- | -------------------------------------------------------------------------- | ---------------------------- |
| 1909     | Bayrisches Bauernhaus                                                      | Olieverfschilderij           |
| 1909     | Blumen-Stilleben                                                           | Olieverfschilderij           |
| 1909     | Flußlandschaft                                                             | Olieverfschilderij           |
| 1909     | Im Frühling                                                                | Olieverfschilderij           |
| 1911     | Weisse Lilien                                                              | Olieverfschilderij           |
| 1911     | Alte Linden im Herbst                                                      | Olieverfschilderij           |
| 1911     | Aus St. Gilgen                                                             | Olieverfschilderij           |
| 1911     | Aus Lundenburg                                                             | Olieverfschilderij           |
| 1912     | Zur Rosenzeit                                                              | Olieverfschilderij           |
| 1913     | Levkojen                                                                   | Olieverfschilderij           |
| 1915     | Herbstlaub                                                                 | Olieverfschilderij           |
| 1915     | Stilleben                                                                  | Olieverfschilderij           |
| 1915     | Weiße Rosen und Kirschen                                                   | Olieverfschilderij           |
| 1915     | Waldinneres                                                                | Olieverfschilderij           |
| 1915     | Brauhaus aus Ditfurt                                                       | Olieverfschilderij           |
| 1915     | Brunnengruppe aus dem Schwarzenbergpark                                    | Olieverfschilderij           |
| 1916     | Nach dem Gewitter/Aufziehendes Gewitter                                    |                              |
| 1916     | Erster Schnee                                                              |                              |
| 1916     | Liebesgabe                                                                 |                              |
| 1916     | Weigelia                                                                   |                              |
| ±1917    | In der Abendsonne. Motiv aus Anzbach in Niederösterreich                   | Olieverfschilderij op karton |
| 1917     | Im Abendschein                                                             | Olieverfschilderij           |
| 1917     | In der Vorratskammer                                                       | Olieverfschilderij           |
| 1917     | Bachlandschaft (Motiv aus Anzbach), Niederösterreich                       | Olieverfschilderij           |
| 1918     | Pfarrhaus in Ansbach en Rosen                                              | Olieverfschilderij           |
| 1918     | Weiden im Oktober en Herbstlaub                                            | Olieverfschilderij           |
| 1919     | Feldahorn im Herbst, Bei Neulengbach en Bachmotiv                          | Olieverfschilderij           |
| 1922     | Waldpartie, Öl, Nürnberg-Stadtmauer, Getonte Zeichnung en Ostfront-Parreid | Potloodtekening              |
| onbekend | Sommerblumen                                                               | Olieverfschilderij           |

## Galerij

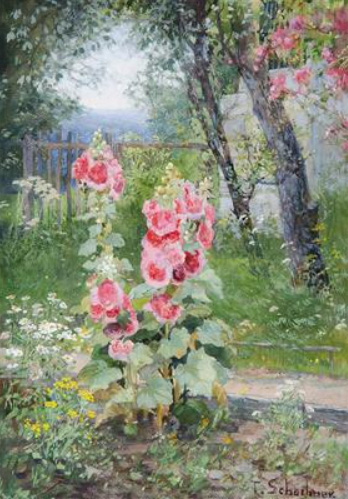
Pappelrosen
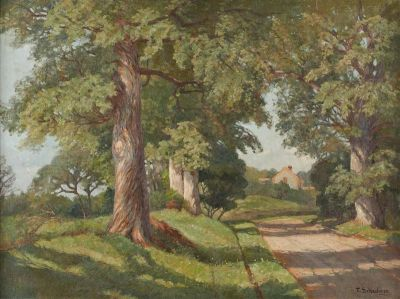
Waldstraße mit Ausblick auf eine Lichtung
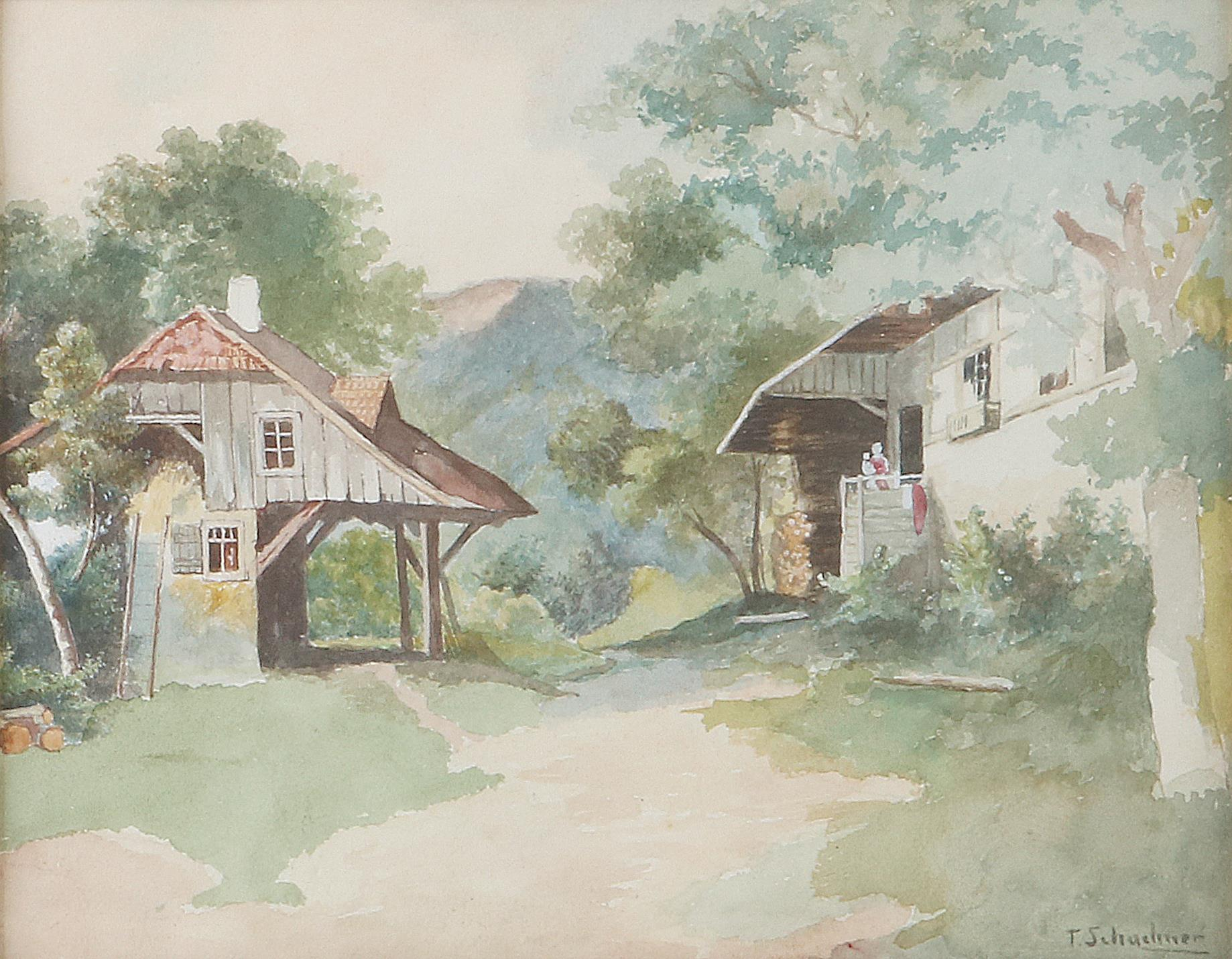
Haus und Scheune
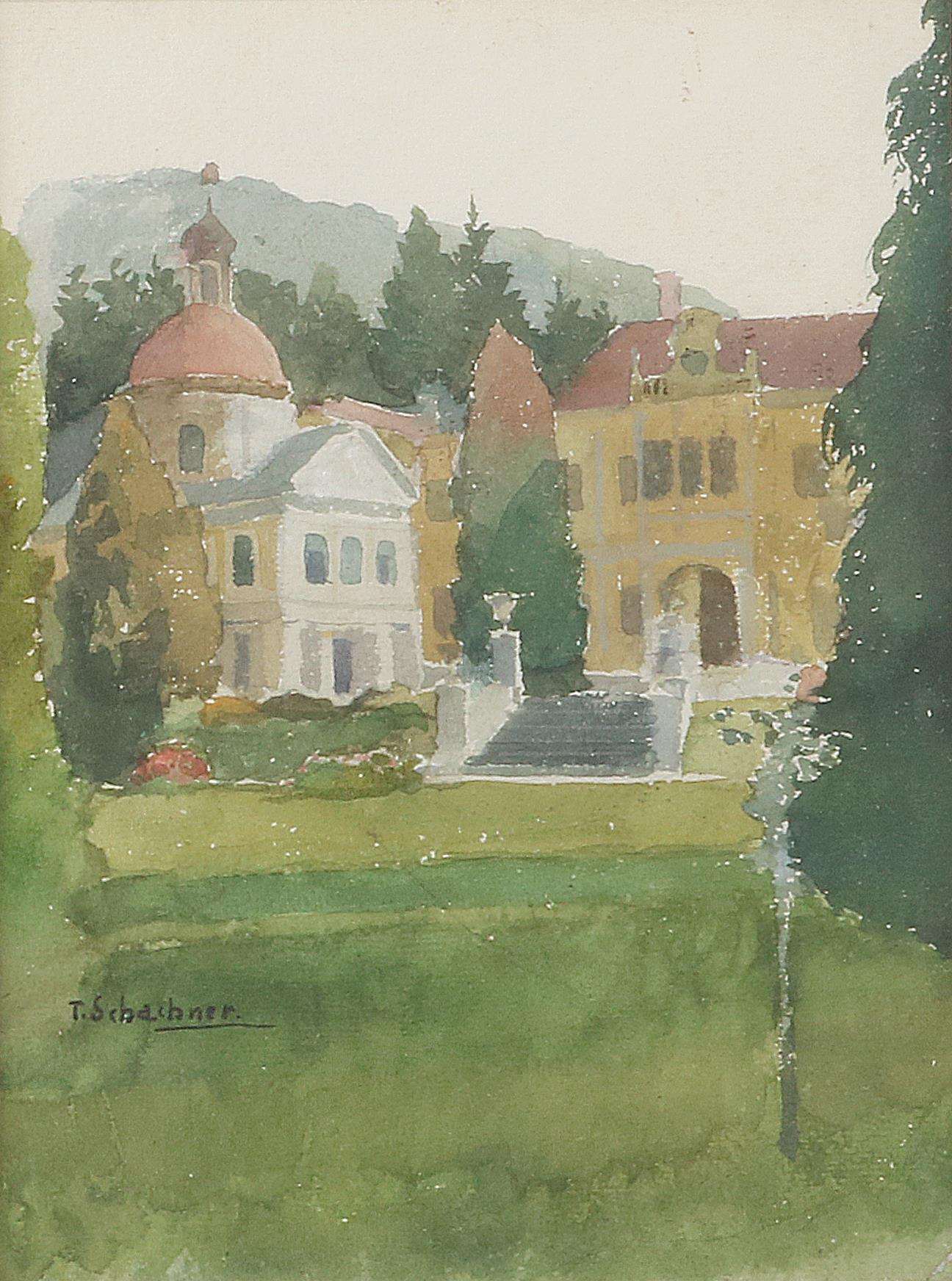
Schloß Neubruck bei Scheibbs
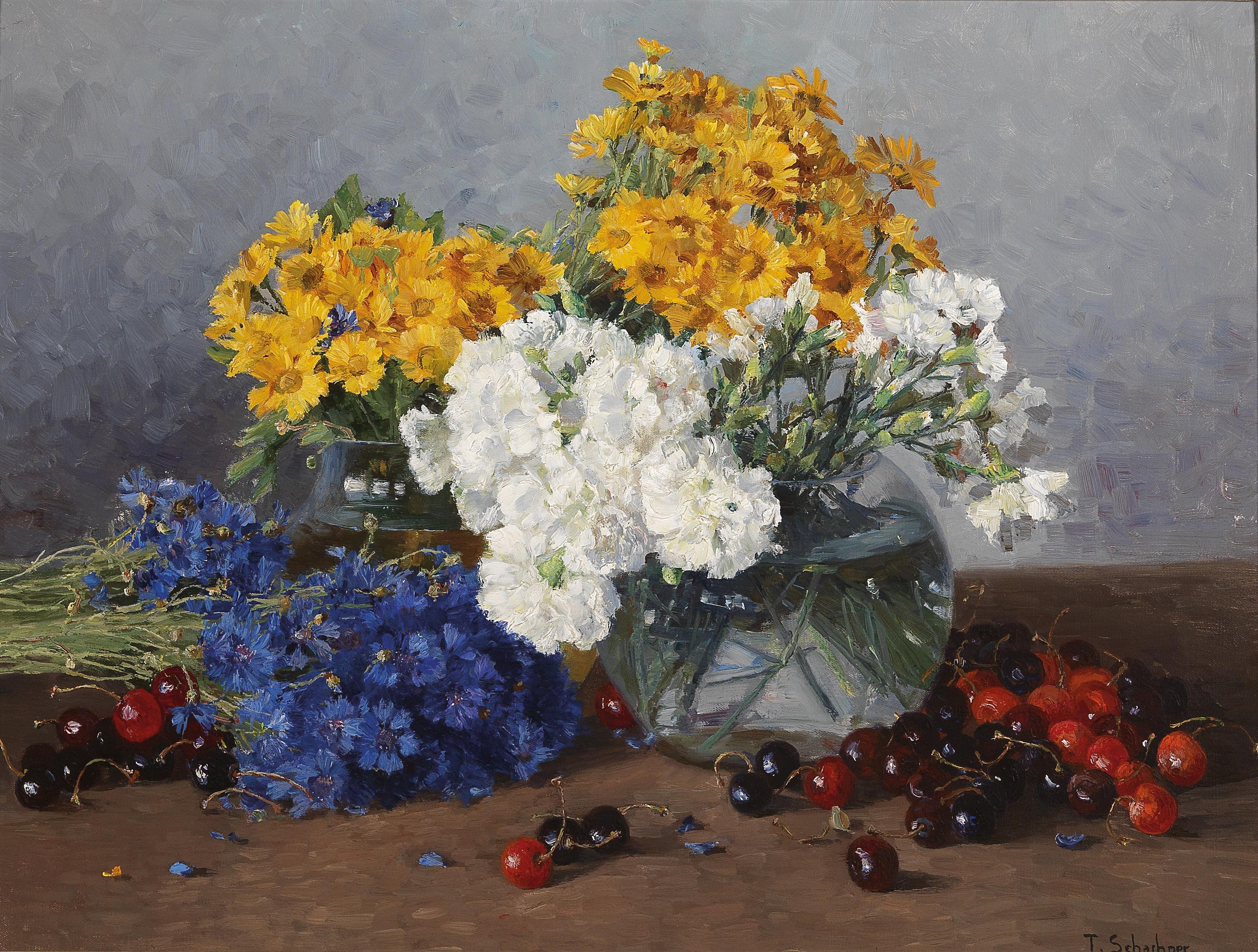
Im Juni

## Wetenswaardig
- In 2014 organiseerde het Museum Regio Neulengbach de tentoonstelling Farben aus dem Paradies: die Landschaftsgärten des Plankenberger Malerkreises, waarin het werk van Therese Schachner centraal stond.[9]

- Gemeinsame Normdatei: 130142557
- RKD-Nederlands Instituut voor Kunstgeschiedenis: 70059
- Union List of Artist Names: 500093536
- Virtual International Authority File: 13407640
- WorldCat: E39PBJxcVxXt8jhwpyvK73V6Kd